# Fabriciidae
Fabriciidae (лат.) — семейство морских червей отряда Sabellida класса многощетинковых червей.
Очень мелкие полихеты, живущие в трубках. Это фильтрующие животные, которые захватывают планктон и взвешенные частицы из воды, не имея настоящего ротового органа, с помощью щупалец. Длина тела обычно менее 2 мм, поэтому их трудно увидеть. Они характеризуются 3-сегментным брюшком, щупальцевой короной с тремя парами перистых щупалец и некоторыми характерными чертами щетинок, которые можно увидеть только под микроскопом. Встречаются в Тихом, Атлантическом, Индийском и Южном океанах от тропических до полярных вод.

## Классификация
На февраль 2025 года в семейство включают 18 родов:
- Augeneriella Banse, 1957
- Bansella Fitzhugh, 2010
- Brandtika Jones, 1974
- Brifacia Fitzhugh, 1998
- Echinofabricia Huang, Fitzhugh & Rouse, 2011
- Fabricia Blainville, 1828
- Fabricinuda
- Fabriciola Friedrich, 1939
- Fabrikirkia López & Cepeda, 2021
- Leiobranchus Quatrefages, 1850
- Leptochone
- Manayunkia Leidy, 1859
- Novafabricia Fitzhugh, 1990
- Pseudoaugeneriella Fitzhugh, 1998
- Pseudofabricia Cantone, 1972
- Pseudofabriciola Fitzhugh, 1990
- Raficiba Fitzhugh, 2001
- Rubifabriciola Huang, Fitzhugh & Rouse, 2011